# Balthasar-Neumann-Promenade (Würzburg)
Die Balthasar-Neumann-Promenade befindet sich am östlichen Rand des Würzburger Stadtbezirks Altstadt und bildet die westliche Begrenzung des Residenzplatzes und des Hofgartens.
Die nach dem Baumeister Balthasar Neumann benannte Promenade ist teilweise von Alleebäumen gesäumt. Südlich mündet sie am Josef-Stangl-Platz in die Ottostraße, im Norden stößt sie an der Würzburger Residenz auf die Theaterstraße, die Kapuzinerstraße und den Rennweg. Die Straße ist auch unter der Bezeichnung „Schwarze Promenade“ bekannt.

## Geschichte
Im Mittelalter verlief entlang der heutigen Straße eine Seite des Wallgrabens der mitra-förmigen Stadtbefestigung. Reste der mittelalterlichen Stadtmauer sind bis heute erkennbar.
Später wurden die Stadtgrenzen erweitert und die Befestigungen außerhalb neu errichtet. Die alten Gräben bestanden aber zunächst weiter und wurden erst 1738 im Rahmen der städtebaulichen Maßnahmen Balthasar Neumanns aufgeschüttet. Dabei entstand unter anderem die Promenade, die zunächst als „Obere Promenade“, bis 1945 als „Hof-Promenade“ bzw. „Hofpromenade“ bezeichnet wurde. Der Beiname „Schwarze Promenade“, der sich bis heute im allgemeinen Sprachgebrauch erhalten hat, stammt von den Ulmen, die seit der Auffüllung des Wallgrabens in den 1780er Jahren die Allee säumten: Diese hatten schwarze Stämme und verdunkelten mit ihrem dichten Blätterdach die Promenade. In den Jahren 1937/1938 wurde auch Würzburg von einem europaweiten Ulmensterben, hervorgerufen von einer Pilzkrankheit, nicht verschont. Die 80 Ulmen mussten Anfang 1938 gefällt werden und wurden durch Linden ersetzt.